# Cratere Feoktistov
Feoktistov è un cratere lunare di 22,06 km situato nella parte nord-occidentale della faccia nascosta della Luna, a nordovest del Mare Moscoviense.
Il cratere presenta una piccola protuberanza sul lato nord, che dà l'impressione di due crateri distinti fusi insieme. Lungo l'orlo orientale e nordoccidentale si vedono alcune frastagliature, ma complessivamente esso non è significativamente consumato. Tranne una striscia irregolare a nordest, il fondo è relativamente piatto.
Il cratere è dedicato al cosmonauta russo Konstantin Petrovič Feoktistov.

## Crateri correlati
Alcuni crateri minori situati in prossimità di Feoktistov sono convenzionalmente identificati, sulle mappe lunari, attraverso una lettera associata al nome.
| Feoktistov | Coordinate             | Diametro (in km) |
| ---------- | ---------------------- | ---------------- |
| X          | 33°00′36″N 139°29′24″E | 24,52            |